# Wiktor Nikolajewitsch Werzner
Wiktor Nikolajewitsch Werzner (russisch Виктор Николаевич Верцнер, ukrainisch Віктор Миколайович Верцнер Wiktor Mykolajowytsch Werzner; * 4. Novemberjul. / 17. November 1909greg. in Kachowka; † 9. April 1980 in Moskau) war ein ukrainisch-russischer Physiker, Erbauer des ersten sowjetischen Elektronenmikroskops und Hochschullehrer.

## Leben
Werzner, Sohn eines Pharmazeuten, begann 1926 in Odessa als Schlosser zu arbeiten. Er studierte dann am Leningrader Polytechnischen Institut (LPI) Physik mit Abschluss 1935.
Anschließend arbeitete Werzner in dem von D. S. Roschdestwenski gegründeten Leningrader Optik-Institut (GOI), und zwar zunächst als Aspirant (bis 1939) bei A. A. Lebedew, der ihn zur Elektronenbeugung führte. Er wurde zum Doktor der technischen Wissenschaften promoviert und lehrte ab 1938 am LPI (und ab 1941 am Leningrader Institut für Technologie, Mechanik und Optik (LITMO)).

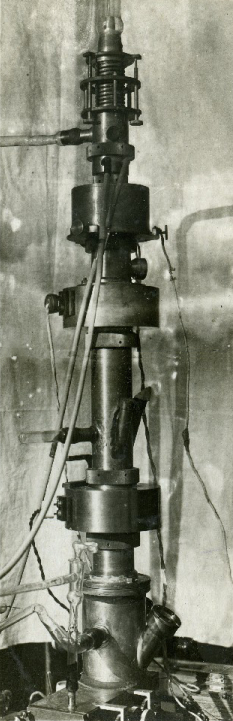
Werzners Elektronenmikroskop 1943

1939 begann Werzner im GOI mit aktiver Unterstützung Lebedews und des wissenschaftlichen Leiters des GOI S. I. Wawilow, ein erstes sowjetisches Elektronenmikroskop zu entwickeln. Ende 1940 stellte er mit seinen Mitarbeitern das erste Versuchsmodell eines Elektronenmikroskops mit 10.000-facher Vergrößerung und 400 Å Auflösungsvermögen vor. Während des Deutsch-Sowjetischen Krieges wurden die Arbeiten in Joschkar-Ola im evakuierten GOI fortgesetzt, so dass bis 1943 eine 20.000fache Vergrößerung und 150 Å Auflösung erreicht wurden.
1946 veranlasste das Staatliche Verteidigungskomitee der UdSSR die Herstellung einer Kleinserie von Elektronenmikroskopen mit 25.000-facher Vergrößerung und 100 Å Auflösung. 1947 begann die Serienfertigung im Krasnogorsker Werk, so dass 1949 das EM-3 mit 100 Å Auflösung ausgeliefert wurde (und mit 60 Å Auflösung nach der Modernisierung 1952). Die weitere Entwicklung durch Werzner und Mitarbeiter führte 1957 zur Serienfertigung des EM-4. Das EM-5 aus dem Krasnogorsker Werk wurde zusammen mit anderen Geräten auf der Expo 58 in Brüssel ausgestellt und mit einem Ehrenpreis (als zweiten Preis) ausgezeichnet.
1952–1957 setzte Werzner Elektronenspektroskopieverfahren zur Untersuchung von Halbleiterschichten, Fotowiderständen und Germaniumdioden ein. Im Hinblick auf die steigende vielfältige internationale Geräteproduktion schlug er eine Klassifizierung der Geräte entsprechend ihrer Auflösung vor. Werzner leitete die weitere Elektronenmikroskop-Entwicklung, die 1967 zum EM-11 und weiter zum EM-14 führte. Er starb während einer Dienstreise in Moskau.

## Ehrungen
- Stalinpreis (1947) für das erste sowjetische Elektronenmikroskop
- Goldmedaille der Moskauer Ausstellung der Errungenschaften der Volkswirtschaft für das EM-5